# أوزوالد تومسن
أوزوالد تومسن هو متسابق يخت ألماني، ولد في 20 مايو 1897، وتوفي في 1986.

## وصلات خارجية
- أوزوالد تومسن على موقع أوليمبيديا (الإنجليزية)